# Montagnais
Montagnais, zbirno ime algonkvinskim indijanskim bandama nastanjenih na poluotoku Labradoru u Kanadi, veoma srodni s Naskapima. Evan T. Pritchard, ekspert za Algonkinska plemena, navodi da im pripadaju bande Tadoussacien (Tadousac kod Swantona i Hodgea), Kakouchak (Kakouchaki; Hodge), Chekoutimien (Chicoutimi kod Swantona), Nekoubaniste, Chomonchouaniste, Oumatachinrini i možda Oupapinachiouek (kod Swantona Papinachois). Prema Sultzmanu populacija labradorskih plemena Montagnais, Naskapi i Atikamekw mogla je iznositi oko 10 000 u domorodačko doba, dok ih danas svih zajedno ima 20 000, od čega 13 000 Montagnaisa. 

## Ime
Ime Montagnais dolazi od francuske riječi u značenju "Mountain People", pisana na razne načine, kao Montagnar, Moatagne, Montagnie i Montainier. Čest naziv kojim su oslovljavani je i Kebik, što je došlo možda po riječi Quebec, a u irokeškom (po nekima algonkinskom) označava 'uski prolaz' ili "where the waters narrow" kod Cape Diamonda ([neaktivna poveznica]) blizu današnjeg grada Quebeca. ostali nazivi su Shoudamunk, ili "good Indians", kako su ih zvali Indijanci Beothuk, Ussaghenick, kod plemena Malecite ili Ussagene'wi, kod Penobscota, što znači "people of the outlet". Sami sebe Montagnaisi su nazivali i Tshe-tsi-uetin-euerno, "people of the north-northeast" i Ne-e-no-il-no, ili  "perfect people". Danas se i Naskapi i Montagnaisi izjašnjavaju pod imenom Innu ili (ljudi) u njihovom jeziku.

## Etnografija
Montagnaise nalazi još 1603. Samuel de Champlain u prostranstvima sjeverno od rijeke St. Lawrence i razni autori opisuju ih redovito zajedno s Naskapima, koji se od njih razlikuju upravo svojim kulturnim etnografskim osobenostima. Populacija obiju grupa je malena na golemom labradorskom području, a Montagnaisi su locirani uz sjevernu obalu zaljeva St. Lawrencea, u šumovitim krajevima čiji je dom wigwam od brezove kore. Los, losos, jegulja i tuljan njihova su glavna lovina. Susjedi im Naskapi naprotiv žive u tundri, mnogo sjevernije. Kultura Naskapija je kultura karibua, od kojega dobivaju hranu, obuću, odjeću i šatore. 
Odjeća Montagnaisa su pregače,  'leggings' i (nogavice), i mokasine, i mnogo su sličniji svojim južnim susjedima, Indijancima Iroquois i Micmac. U suprotnosti njima Naskapi odjeća krojena je kao i kod njihovih susjeda Eskima, njihovih jedinih tradicionalnih neprijatelja. 
Karakteristike koje su značajne kod obje grupe su izazvane tek geografsko-klimatskim uslovima, to je kanu, transportno sredstvo kojima se Indijanci kreću riječnim vodenim tokovima preko ljeta, dok se zimi služe krpljama i tobogganom. Vjera u Manitua postoji i kod Montagnaisa, a tipična je za Algonquian plemena koja žive južno od njih.
Montagnaisi nemaju prave plemenske organizacije, nego su podijeljeni po malenim bandama srodnih obitelji, koje lutaju svojim lovnim područjima. U novije vrijeme Montagnaisi su i dalje uglavnom nastavili lutati šumama i vrijeme provoditi u lovu tokom zime, dolazeći u ljetno doba na obalne trgovačke postaje radi trgovine krznom i nabave vatrenog oružja.
Kod Montagnaisa, kaže Eva Lips, skalpove koje bi muškarci donesli s ratnog pohoda, predavali bi ženama kao dar, a nešto slično bilo je i kod južnoameričkih plemena Toba i Pilaga, plemena koja su pripadala porodici Guaycuruan.

## Suvremene bande
Hodge navodi popis sela i skupina Montagnaisa ranog 20. stoljeća: Appeelatat, Assuapmushan, Attikamegue, Bonne Espérance, Chicoutimi, Esquimaux Point, Godbout, Ile Percee (misija), Itamameou (misija), Islets de Jeremie (misija), Kapiminakouetiik, Mauthaepi, Mingan, Moisie, Mushkoniatawee, Musquarro, Nabisippi, Natashquan, Pashasheebo, Romaine i St Augustine.

## Vanjske poveznice
- Native Languages of the Americas: Montagnais Innu (Innu-Aimun, Innu Aionun)
- Innu Montagnais-Naskapi  Arhivirana inačica izvorne stranice od 15. studenoga 2012. (Wayback Machine)
- Lee Sultzman, Montagnais History
- Frederick W. Hodge, Montagnais Indian Tribe History